# Small Changes
Small Changes (cu sensul de Mici schimbări) este o colecție de povestiri științifico-fantastice de Hal Clement, publicată de Doubleday în 1969. A fost publicată în Marea Britanie de Editura Robert Hale și reeditată ca broșură de Dell Books sub numele Space Lash. 

## Cuprins
- "Dust Rag" (Astounding Science Fiction, 1956)
- „Sunspot” (Analog 1960)
- „Uncommon Sense” (Astounding  1945)
- „Trojan Fall” (Astounding  1944)
- "Fireproof" (Astounding  1949)
- „Halo” (Galaxy 1952)
- "The Foundling Stars" (If 1966)
- „Raindrop” (If 1965)
- „The Mechanic” (Analog 1966)

## Recepție
Algis Budrys  a lăudat colecția, spunând că „există un farmec în aceste povești ... care sfidează analiza critică în sensul obișnuit”.